# Folegandros

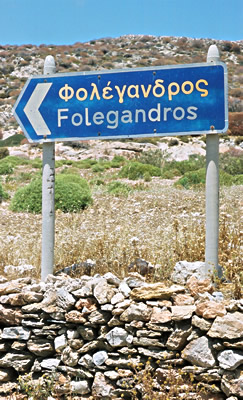
Folegandros

Folegandros (Grieks: Φολέγανδρος) is een eiland en gemeente (dimos) dat behoort tot de Cycladen, een Griekse eilandengroep die zich in de Egeïsche Zee bevindt, ten oosten van de Peloponnesos.
Folegandros is een van de zuidelijkste eilanden van de eilandengroep de Cycladen. Het ligt ten noordwesten van het eiland Santorini, en ten westen van het eiland Sikinos en het eiland Ios.

## Hoofdstad
De voornaamste stad is Chora (Folegandros), dat ook wel Folegandros Stad wordt genoemd. De stad ligt op een klifrand, 200 meter boven de zee. In 1200 werd Chora als vestingstad gebouwd om de bewoners tegen piraten te beschermen. Aangezien de buitenste huizen aan elkaar werden gebouwd en geen naar buiten kerende ramen hadden vormden de huizen de stadsmuur. Het dorp is slechts door 2 poorten toegankelijk. Pas aan het einde van de achttiende eeuw werden de eerste huizen buiten de verdedigingsmuur gebouwd.
Deze stad ligt in het noorden van het eiland. De belangrijkste haven, Karavostasis, ligt 3,5 km oostelijk ervan.

## Landschap
Het is een rotsachtig eiland met als kenmerken steile bergen, weinig maar wel mooie zandstranden en leuke baaien. Het eiland is dor en heeft weinig groen maar wel het karakter van de Cycladen (witte huizen, kerken en vriendelijke mensen).

## Bezienswaardigheden
- de kerk van Panagia
- de grotten van Chrisospilia
- het Ecologisch Volksmuseum van Ano Meria (deze plaats heeft een traditioneel lokaal gerecht nl. de zelfgemaakte spaghetti met kip in tomatensaus)

## Stranden
- bij Agios Georgios in het noorden
- bij Livadi in het zuiden
- bij Karavostasis